# Нестеры (Брестская область)
Нестеры́ (бел. Несцяры) — деревня в Барановичском районе Брестской области Белоруссии. Входит в состав Городищенского сельсовета. Население — 8 человек (2023).

## География
Расположена в 27,5 км по автодорогам к северу от центра Барановичей, на расстоянии 4 км по автодорогам к западу от центра сельсовета, городского посёлка Городище, на речке Оболица.

## История
По переписи 1897 года — деревня Городищенской волости Новогрудского уезда Минской губернии, 26 дворов. В 1909 году — 44 двора. На карте 1910 года указана под названием Нистери.
После Рижского мирного договора 1921 года — в составе гмины Городищи Барановичского повета Новогрудского воеводства Польши.
С 1939 года — в БССР, в 1940–62 годах — в Городищенском районе Барановичской, с 1954 года Брестской области. Затем — в Барановичском районе.
В Великую Отечественную войну с конца июня 1941 по начало июля 1944 года деревня была оккупирована немецко-фашистскими захватчиками.
В 2013 году передана из упразднённого Гирмантовского сельсовета в Городищенский.

## Население
По состоянию на 1 января 2023 года в деревне проживало 8 человек в 4 хозяйствах, в том числе 1 моложе трудоспособного возраста, 3 — в трудоспособном возрасте и 4 — старше трудоспособного возраста. 
| Численность населения (по переписи) | Численность населения (по переписи) | Численность населения (по переписи) | Численность населения (по переписи) | Численность населения (по переписи) | Численность населения (по переписи) | Численность населения (по переписи) | Численность населения (по переписи) |
| 1897                                | 1909                                | 1921                                | 1939                                | 1959                                | 1999                                | 2009                                | 2019                                |
| ----------------------------------- | ----------------------------------- | ----------------------------------- | ----------------------------------- | ----------------------------------- | ----------------------------------- | ----------------------------------- | ----------------------------------- |
| 236                                 | ↗250                                | ↗264                                | ↗307                                | ↘254                                | ↘33                                 | ↘13                                 | ↘7                                  |